# Le Lonzac
Le Lonzac is een gemeente in het Franse departement Corrèze (regio Nouvelle-Aquitaine) en telt 835 inwoners (2004). De plaats maakt deel uit van het arrondissement Tulle.

## Geografie
De oppervlakte van Le Lonzac bedraagt 35,6 km², de bevolkingsdichtheid is 23,5 inwoners per km².
De onderstaande kaart toont de ligging van Le Lonzac met de belangrijkste infrastructuur en aangrenzende gemeenten.

## Demografie
Onderstaande figuur toont het verloop van het inwonertal (bron: INSEE-tellingen).